# Senator Aviation Charter
Senator Aviation Charter war eine deutsche Fluggesellschaft mit Sitz in Köln und Basis auf dem Flughafen Köln/Bonn.

## Geschichte
Senator Aviation wurde am Flughafen Hamburg im Jahr 1985 gegründet, seither stieg die Passagierzahl. 1994 eröffnete sie eine Zweigstelle am Flughafen Köln/Bonn, wo ihr Sitz war. Mit Stand August 2013 besaß Senator Aviation Charter jedoch keine Betriebsgenehmigung des Luftfahrt-Bundesamt und konnte somit keine eigenen Flüge durchführen.
CH-Aviation gibt den Status der Fluglinie als "out-of-business" an.
Mit Stand Ende Juni 2020 wird die Gesellschaft nicht mehr auf der Liste der vom Luftfahrt-Bundesamt genehmigten Luftfahrtunternehmen geführt.

## Dienstleistungen
Senator Aviation führte Charter-, Geschäftsreise-, Ambulanz- und Frachtflüge durch.

## Flotte

### Flotte bei Betriebseinstellung
Mit Stand April 2017 bestand die Flotte der Senator Aviation Charter aus zwei Flugzeugen:
| Flugzeugtyp     | Anzahl | Luftfahrzeugkennzeichen | Anmerkungen            |
| --------------- | ------ | ----------------------- | ---------------------- |
| Embraer ERJ 145 | 1      | G-CIYW                  |                        |
| Learjet 60      | 1      | D-CITA                  | Geschäftsreiseflugzeug |
| Gesamt          | 2      |                         |                        |

### Zuvor eingesetzte Flugzeuge
- 2 Learjet 35A